# Trachyphonus erythrocephalus
Il Trachyphonus erythrocephalus, conosciuto volgarmente con il nome di Barbetto testarossa, è una specie di uccello appartenente alla famiglia dei Lybiidea dell'Africa orientale e comprendente tre sottospecie.

## Descrizione
I maschi adulti di questa specie hanno un piumaggio caratteristico composto da piume nere con macchie bianche, rosse e gialle. Hanno la fronte e la corona nere con una leggera cresta mentre la nuca è arancione e rossa con macchie nere. Il mento invece è completamente giallo, con una macchia nera al centro della gola, delimitata da aree più arancioni. Il lato del collo è rosso, con sfumature gialle e il dorso è prevalentemente nero con macchie bianche. La coda è marrone nerastra con fino a otto macchie color crema che formano delle barre. Il lato inferiore della coda è giallo con barre nere. Il petto è di colorazioni che, da esemplare a esemplare, possono variare dall'arancione al rosso, che diventa più giallo ai lati, con una banda scura con macchie bianche che attraversa il centro. La parte inferiore del petto e il ventre sono gialli. Le ali sono nere con piume alari marroni e tutte le piume presentano macchie bianche che conferiscono un aspetto a macchie o a bande. 
Il lungo becco è tipicamente rosso mentre la pelle intorno agli occhi è di colore grigio scuro o nero. Gli occhi stessi possono essere di colore marrone giallo, marrone scuro, marrone rosso o una tonalità intermedia. Le zampe sono grigio-blu e i piedi dello stesso colore.
La femmina è simile al maschio, ma nel complesso è di una colorazione molto più spenta, con meno rosso e arancione e più giallo e bianco. In particolare, alle femmine manca la macchia sulla gola e in genere la corona. Anche i giovani uccelli sono più spenti: in genere hanno meno rosso e arancione, come la femmina. Le macchie sul dorso sono meno bianche e tutti i neri sono più marroni. Gli occhi sono tipicamente grigi.
Dovuto al loro bel colore, spesso le piume di questo animale sono usate dalle popolazioni locali come decorazione, come nel caso dei Masai.

## Distribuzione e habitat
La sottospecie nominale, Trachyphonus erythrocephalus erythrocephalus, si trova dal Kenya centrale alla Tanzania nordorientale, mentre la sottospecie Trachyphonus erythrocephalus versicolor si trova nel sud-est del Sudan, nel nord-est dell'Uganda, nel sud-ovest dell'Etiopia e nel nord del Kenya. L'ultima sottospecie, Trachyphonus erythrocephalus shelleyi, si trova in Somalia e nell'Etiopia orientale.

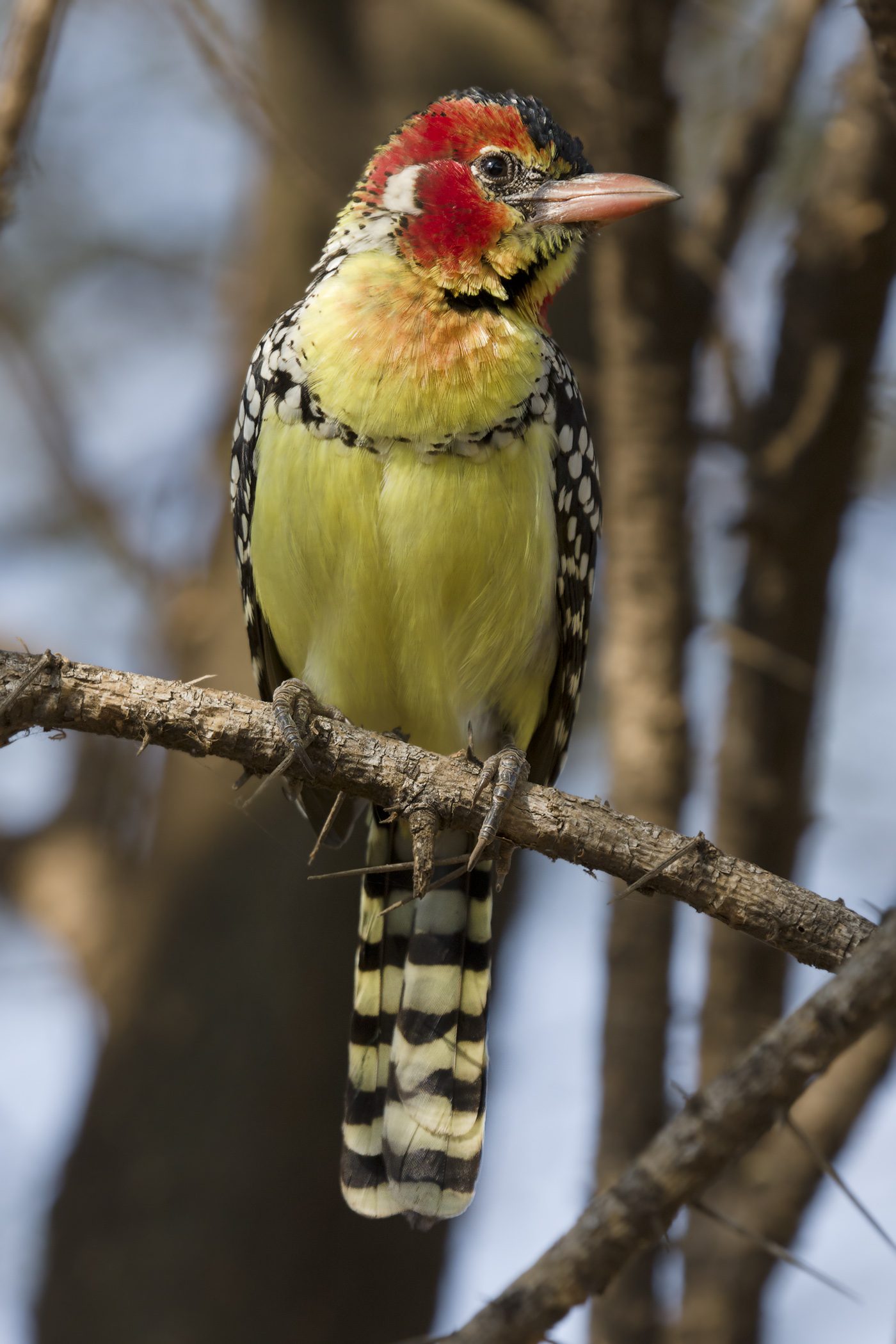
Esemplare maschio adulto nelle vicinanze del lago Manyara, Tanzania

La specie evita sia le aree molto aperte sia le zone di fitta boscaglia, preferendo invece i terreni accidentati come i letti dei fiumi e le scogliere o i termitai. Nidifica e si appollaia in gallerie e si nutre sul terreno o vicino ad esso. La specie è prevalentemente onnivora, nutrendosi di semi, insetti e frutta (principalmente bacche).